# Atang Jungket
Atang Jungket is een bestuurslaag in het regentschap Aceh Tengah van de provincie Atjeh, Indonesië. Atang Jungket telt 391 inwoners (volkstelling 2010).